# Truppenübungsplatz Allentsteig
Koordinaten: 48° 39′ 19″ N, 15° 18′ 51″ O
Der Truppenübungsplatz Allentsteig (früher Truppenübungsplatz Döllersheim) ist ein militärisches Sperrgebiet und Truppenübungsplatz im niederösterreichischen Waldviertel. 
Er wurde angelegt, nachdem das NS-Regime unter Adolf Hitler im März 1938 Österreich besetzt und annektiert hatte. 
Das NS-Regime hatte zuvor vehement die Aufrüstung der Wehrmacht betrieben und systematisch Vorbereitungen für den Überfall auf Polen und für andere Angriffskriege getroffen. Mit dem Überfall auf Polen begann der Zweite Weltkrieg. 
Der Truppenübungsplatz wurde zunächst nach Döllersheim benannt. Döllersheim war einer der wichtigsten Orte der insgesamt 40 Dörfer, die kurz nach dem „Anschluss“ 1938 für militärische Zwecke ausgesiedelt wurden. 
Der Truppenübungsplatz Allentsteig hat eine Fläche von etwa 157 km².

## Geschichte

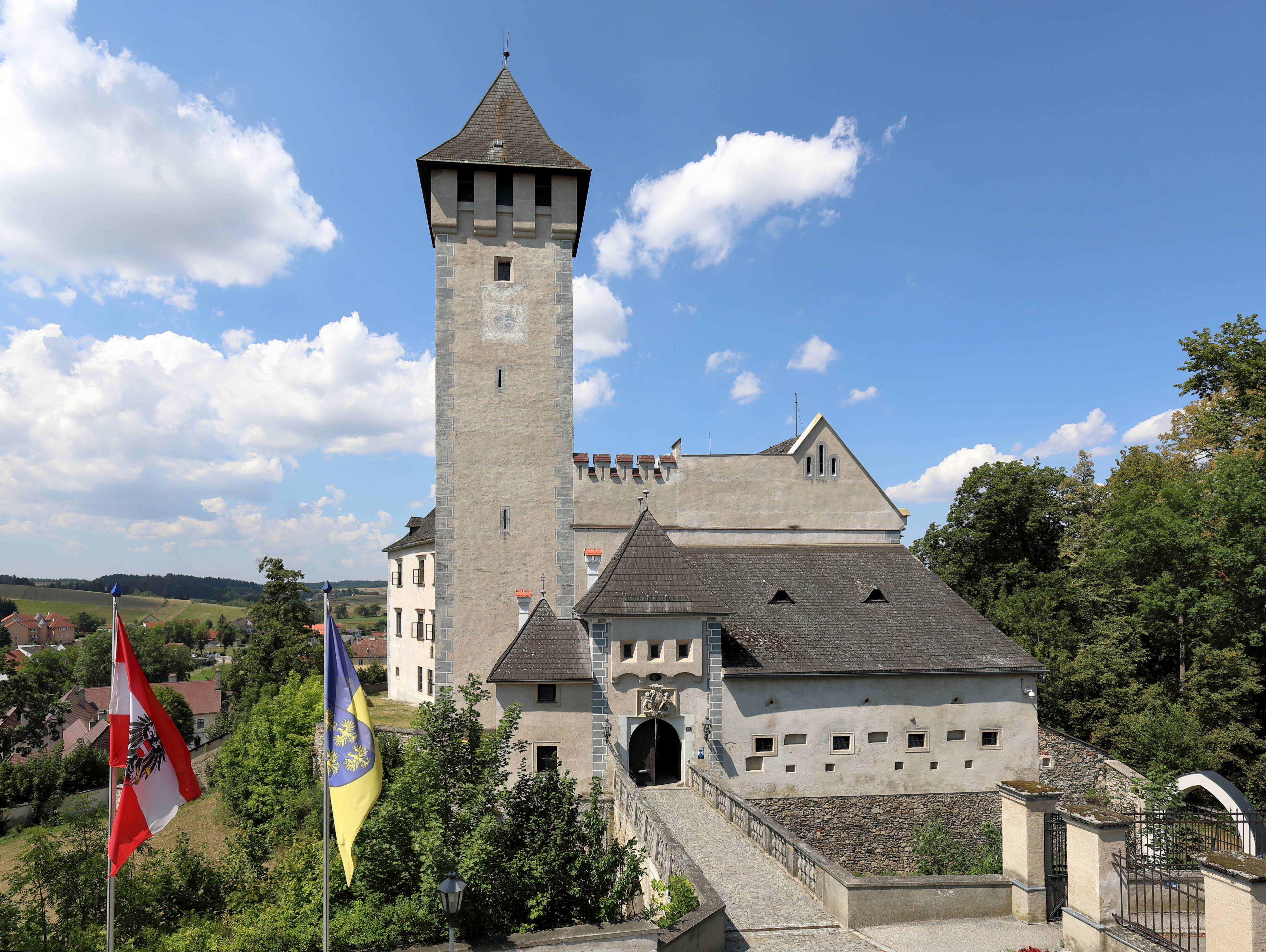
Sitz des Kommandos des Truppenübungsplatzes: Schloss Allentsteig

Die Wehrmacht benötigte nach dem Anschluss Österreichs Übungsräume. Dazu wurde das relativ dünn besiedelte Döllersheimer Ländchen im Waldviertel ausgewählt. Mit fast 200 km² reichte es in Nord-Süd-Richtung von Göpfritz an der Wild bis zum Kamp, in West-Ost-Richtung von Zwettl bis Neupölla. Die Absiedlung erfolgte in vier Schritten zwischen Juni 1938 und Dezember 1941 und betraf ungefähr 6800 Menschen aus 42 Ortschaften und weiteren Rotten (siehe: Liste der für die Schaffung des Truppenübungsplatzes Döllersheim ausgesiedelten Ansiedlungen). Die Zweigstelle Ostmark der deutschen Ansiedlungsgesellschaft hatte ihren Sitz in Allentsteig. Anfänglich wurden den Bewohnern noch Ersatzhöfe mit entsprechenden Grundstücken zugeteilt; spätere Absiedler wurden dagegen praktisch vertrieben und erhielten nur geringe Abfindungen, die teilweise auf Sperrkonten lagen und nach Kriegsende nicht mehr ausbezahlt wurden.
Die Orte selbst wurden zwar entvölkert, aber auf Befehl von Adolf Hitler verschont, weil Hitlers Vater Alois Hitler in Strones nahe Döllersheim zur Welt gekommen war.
Während oder nach der Aussiedlung wurden militärische Einrichtungen mit Barackenlagern, Bunkern und Schießplätzen errichtet. Die erste Artillerieschießübung wurde am 8. August 1938 durchgeführt. 1941/42 wurde das Gebiet zum Heeresgutsbezirk erklärt und damit gemeindefrei. Im Durchschnitt befanden sich auf dem Übungsplatz 30.000–35.000 Soldaten. Er war damit einer der am stärksten belegten Übungsplätze im Deutschen Reich.
Nach der „Zerschlagung der Rest-Tschechei“, laut NS-Sprachgebrauch, wurde hier zusätzlich ein Sammellager für Beutegut eingerichtet. 
Auch Kriegsgefangenenlager wurden errichtet. In Edelbach waren französische Offiziere  im Oflag XVII A interniert.

### Aufstellungsstandort
Bis Kriegsende wurden in Allentsteig zahlreiche Kampfverbände zusammengestellt und anschließend an eine der Fronten verlegt, zum Beispiel: 
- 6. Dezember 1939 – Division Nr. 151

- 10. Oktober 1940 – 137. Infanterie-Division

- 2. September 1944 – Schatten-Division Niedergörsdorf

### Nach dem Kriegsende
Das Areal wurde am 9. Mai 1945, nach der bedingungslosen Kapitulation der Wehrmacht von Soldaten der Roten Armee besetzt. 
Die provisorische Staatsregierung beschloss am 15. August 1945 die Wiederbesiedlung des Gebietes. Programme zur Organisation wurden erarbeitet und der Bevölkerung im Februar 1946 bekanntgegeben. Vorgesehen war, ehemalige Bewohner, die keine anderen Höfe im Austausch bekamen, sowie Heimatvertriebene aus Südtirol und Deutschböhmen anzusiedeln.
Am 27. Juli 1946 wurde der Truppenübungsplatz als Deutsches Eigentum von der Sowjetunion beschlagnahmt. Bis zu 60.000 Soldaten der Roten Armee übten dort gleichzeitig. 
Außerdem wurde das Lager als Durchgangslager für sowjetische Kriegsgefangene genutzt, die in die Sowjetunion transportiert werden sollten. 
Die ursprünglich von der Wehrmacht nicht zerstörten Gebäude der entsiedelten Orte wurden von sowjetischen Soldaten zerschossen und zerstört. Sie verkauften Material aus den Abbruchhäusern auf dem Schwarzmarkt. Auch die Waldgebiete wurden stark in Mitleidenschaft gezogen.
Die Besatzung zog am 17. September 1955 vom Truppenübungsplatz ab und der Platz ging in das Eigentum der Republik Österreich über.
Niederösterreichische Landtagsabgeordnete und die Landwirtschaftskammer setzten sich für eine Wiederbesiedlung durch Bauern in neu zu errichtenden Bauernhöfen mit Grund ein. Der Plan sah zehn bis zwölf neue Dörfer vor. Es wurden Projekte wie das einer europäischen Universität und eines Kernreaktors für friedliche Zwecke von verschiedenen Zeitungen lanciert. 
Das neu entstehende Bundesheer benötigte ebenfalls Übungsräume und sah eine Übernahme als eine billige Lösung an. 
Ehemalige Bewohner stellten Anträge auf Rückerstattung.
Die Regierung unter Julius Raab beschloss im Zuge der Staatsvertragsdurchführungsgesetze 1957, dass Aussiedler kein Recht mehr auf ihren früheren Besitz hatten. Im selben Jahr wurden 157 km² an das Bundesheer übergeben. Beträchtliche Randgebiete des Truppenübungsplatzes wurden 1959 an die Windhag’sche Stipendienstiftung übergeben, obwohl sie vor Errichtung des Truppenübungsplatzes weit weniger Grund besessen hatte. Die in diesen Randgebieten lebenden Menschen wurden in den darauffolgenden Jahren ausgesiedelt. Der Name wurde 1964 auf Truppenübungsplatz Allentsteig geändert und die bisher gemeindefreie Fläche wieder Gemeinden zugeordnet, nämlich Allentsteig im Norden, Göpfritz an der Wild im Nordosten, Röhrenbach im Osten, Pölla im Südosten und Zwettl-Niederösterreich im Westen. Das Gebiet wird bis heute vom Österreichischen Bundesheer als Übungsplatz verwendet und blieb daher unbesiedelt.
Eine Fläche von ca. 3000 ha wurde von Bauern bewirtschaftet, die diese Flächen vom Bundesheer pachteten. Die Pachtverträge galten jeweils nur ein Jahr, da zukünftige Schäden durch das Militär nicht absehbar waren. Für Schäden durch das Bundesheer bekommen sie auch keine Entschädigung, deshalb sind für diese Verträge, die in den meisten Fällen verlängert werden, nur geringe Pachtbeträge zu zahlen.
In Döllersheim wurden die Kirche und der Friedhof restauriert und 1984 neu geweiht. Auch die Ruine des Bürgerspitals wurde konserviert. Zum Gedenken an die Ausgesiedelten wurde in Allentsteig ein Museum eingerichtet.
Für Unmut bei den rund 200 Bauern, die Pachtflächen bewirtschaften, sorgte 2012 der von Minister Norbert Darabos gebrachte Vorschlag, den Heeresforsten, die in diesem Fall die Partner der Bauern sind, die Verwaltung zu entziehen und diese den Bundesforsten zu übertragen. Dadurch könnten sich die Pachtverträge ändern und den Bauern die Existenzgrundlage entzogen werden. Den Protesten der Bauern schloss sich auch die Holzindustrie an, die um die Existenz von rund 30 Sägewerken durch eine Rohstoffmonopolisierung fürchtet.
Dass die Aussiedlungen im Jahr 1938 nicht unter politische Verfolgung fallen, hat erst 2012 wieder ein Höchstgericht entschieden – daher erfolgt auch keine Restitution.

## Der Truppenübungsplatz heute

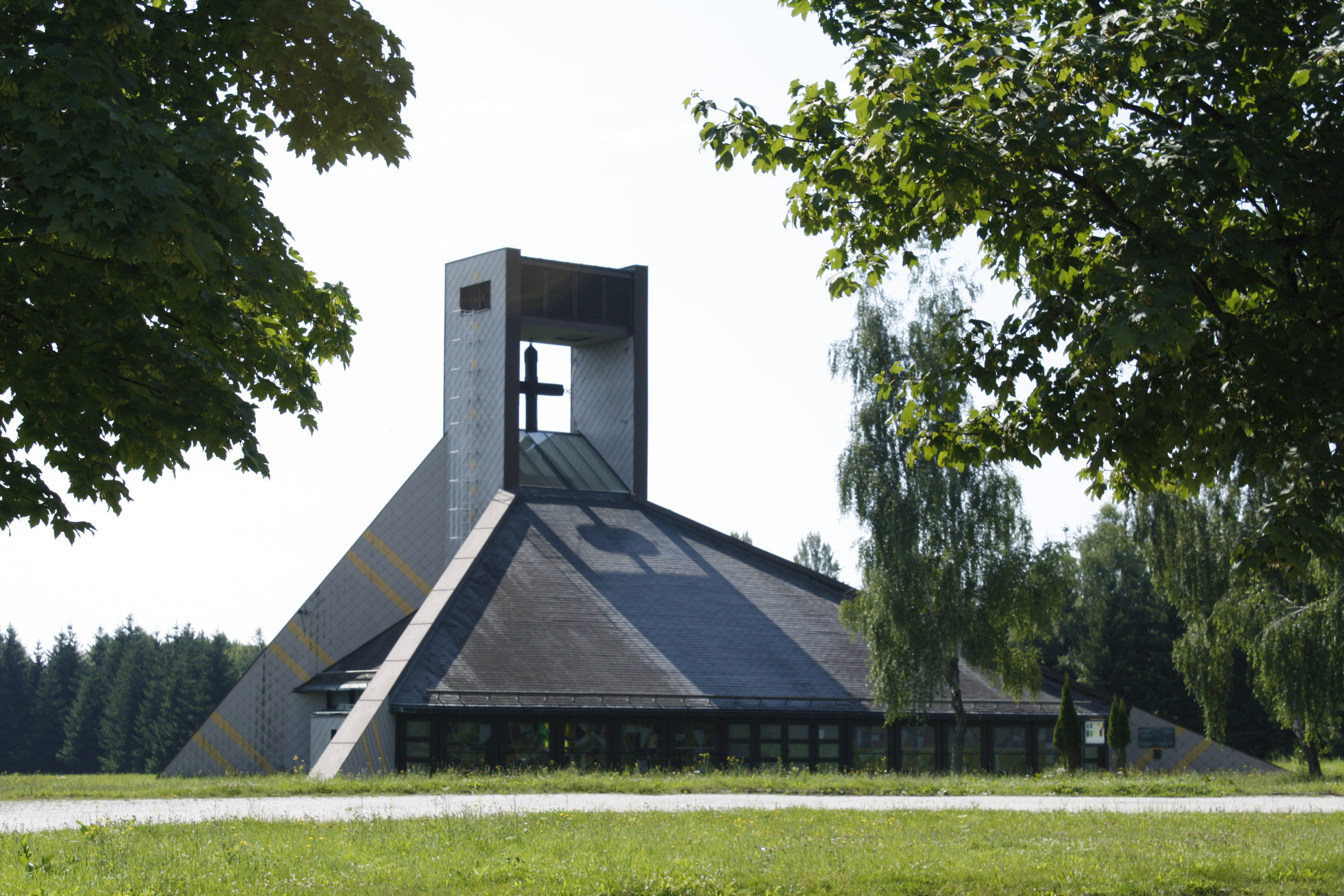
Kirche im Lager Kaufholz

Als Kasernen des Bundesheeres befinden sich heute das Lager Kaufholz und die Liechtenstein-Kaserne auf dem Areal. Heute stehen 38 Trainingslager und 1500 Unterkünfte zur Verfügung. Der Übungsplatz wird jährlich von etwa 30.000 Soldaten genutzt.
Am 7. Oktober 2023 eröffnete Verteidigungsministerin Klaudia Tanner die ersten drei generalsanierten Mannschaftsunterkünfte (M1, M2, M3) und übergab diese zur Nutzung an die übende Truppe. Im Zuge der Bauführung wurde die komplette Infrastruktur von der Wurzel bis zu den Objektanschlüssen erneuert. Besonderes Hauptaugenmerk wurde bei der Generalsanierung auf Umweltschutz und Nachhaltigkeit gelegt. Es erfolgte eine wärmetechnische Dämmung und die Installation von Photovoltaik-Anlagen auf den Dächern. In der zweiten Bauphase werden bis 2025 zwei weitere Mannschaftsunterkünfte (M4, M5) ebenfalls generalsaniert und auf denselben, modernen Stand gebracht.

### Kommandanten des TÜPl Allentsteig ab dem Jahr 2000

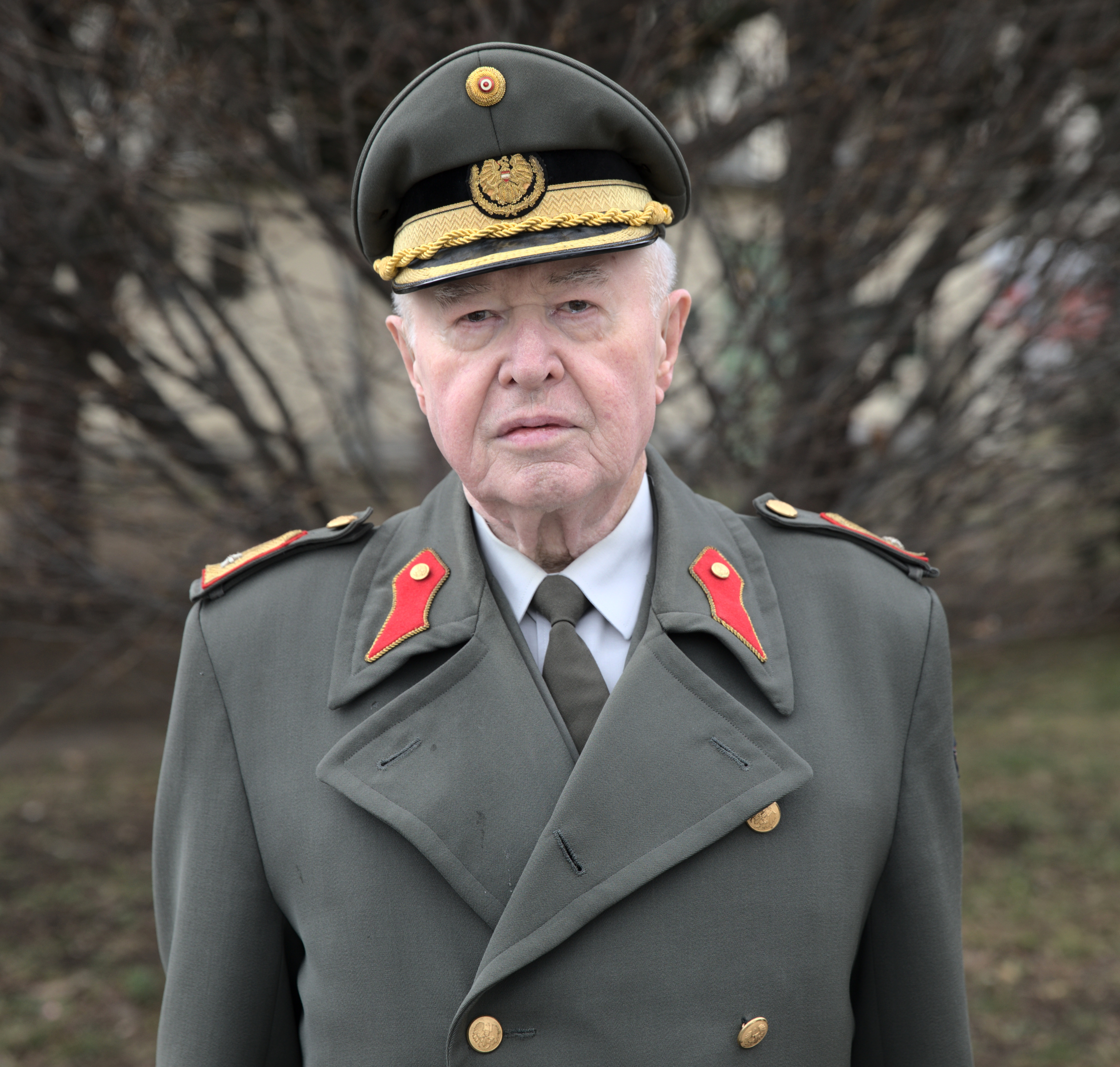
Franz Teszar

- 2000 – 2002: Brigadier i. R. Franz Teszar[7]
- 2003 – 2009: Brigadier Leopold Cermak[8]
- 29. Jänner 2010 – 30. November 2017: Oberst Josef Fritz[9]
- 8. Jänner 2018 – 31. August 2019: Oberst Konstantin Lütgendorf[10]
- 31. August 2019 – laufend: Oberst Herbert Gaugusch (interimistisch)

### Wichtige Informationen zum TÜPl heute
Am Truppenübungsplatz ist das Aufklärungs- und Artilleriebataillon 4 (ehemalig PzAB3) stationiert, welches von Oberst Michael Vitovec kommandiert wird. Dieses Bataillon untersteht derzeit der 4. Panzergrenadierbrigade aus Hörsching.
Durch das Areal führt die Landesstraße 75, die eine wesentliche Fahrzeitverkürzung in den Ort Allentsteig bringt. Diese Landesstraße muss aber bei Übungsbetrieb für den zivilen Verkehr gesperrt werden.
Bahnverladungen der auf dem TÜbPl übenden Einheiten finden regelmäßig in der Verladestelle Wurmbach der Franz-Josefs-Bahn statt.
Aufgrund seiner isolierten Lage ist der Truppenübungsplatz Allentsteig auch ein in Europa einzigartiges Naturgebiet mit seltener Fauna und Flora.
Das Bundesheer ist ein wichtiger regionaler Arbeitgeber mit etwa 600 Beschäftigten. In den nächsten Jahren soll in ein Sicherheitszentrum investiert werden, in dem auch Schulungs- und Testzentren für in- und ausländische Katastrophenschutzorganisationen vorgesehen sind. Seit 2006 kooperiert der Truppenübungsplatz mit vier Gemeinden der Region in der Kleinregion ASTEG.
Ab Juli 2020 wurde durch Melker Pioniere am TÜPl Allentsteig von der Behörde geforderte Brandschutzstreifen im Wald angelegt. Die Rodung erfolgt mit einem vor einen Panzer gespannten Gerät mit rotierenden Schlägeln, um Blindgänger auszulösen.
Spätestens ab 1992 haben wiederholt die deutsche Bundeswehr und die Schweizer Armee Übungen am TÜPl Allentsteig abgehalten.
Am 26. Februar 2024 wurde ein neu errichtetes Simulationszentrums am Truppenübungsplatz Allentsteig eröffnet. Mit dem Simulationszentrum wurde ein moderner Infanterie-Schießsimulator in Betrieb genommen. Dieser dient zum Erlernen, Trainieren und Anwenden der Schieß- und Gefechtsausbildung im Trupp- bis Gruppen-Rahmen. Mit dem System können Grenz-Situationen, die im Frieden aus Sicherheitsbestimmungen nicht möglich sind, trainiert und evaluiert werden.

## Vorfälle
Am 30. Mai 1962 stürzte ein Hubschrauber vom Typ Bell 47 kurz nach dem Start ab und ging in Flammen auf. Der Bordmechaniker im Range eines Zugsführers kam dabei ums Leben, der Pilot überlebte schwer verletzt.
Am 5. Februar 1980 kam ein Schützenpanzer vom Typ Saurer aufgrund schneeglattem Untergrundes von der Straße ab und überschlug sich. Dabei wurde der Fahrer, ein Stabswachtmeister aus Salzburg, getötet. Eine halbe Stunde nach diesem Unfall geriet auf demselben Straßenstück ein Bergepanzer ins Schleudern und rammte einen zivilen Pkw, dessen fünf Insassen anschließend ins Krankenhaus gebracht wurden.
Am 19. Jänner 1983 kam es erneut zu einem Hubschrauberabsturz über dem Übungsgelände; eine Bell 206 stürzte nach einem Triebwerksausfall in ein Waldstück. Dabei kamen der Pilot und der Kommandant des Aufklärungsbataillons aus Mistelbach ums Leben, zwei weitere Insassen überlebten lebensgefährlich verletzt.
Am 3. Mai 1988 verlor ein 20-jähriger Soldat im Rahmen einer Gefechtsübung am Truppenübungsplatz Allentsteig sein Leben. Das Geschoß einer Panzerhaubitze M-109 explodierte vor dem errechneten Zielpunkt, ein Granatsplitter traf den in einem Schützenpanzer befindlichen Soldaten tödlich.
Am 17. April 2003 verlor der Pilot einer Saab 105 bei einem Wendemanöver mit ausgefahrenem Fahrwerk die Kontrolle über die Maschine und musste im schrägen Winkel mit dem Schleudersitz aussteigen, wobei er Knieverletzungen und einen Wirbelbruch erlitt. Die Maschine schlug am Boden auf und wurde total zerstört.
Im Rahmen der Übung „Pacemaker 08“ wurde am 24. April 2008 der Kommandant eines Schützenpanzers vom Typ Saurer getötet und der Fahrer schwer verletzt. Das Fahrzeug war von der Straße abgekommen und umgekippt.
Am 16. September 2009 beschoss eine Panzerhaubitze vom Typ M109 während einer Gefechtsübung versehentlich eine Wohnsiedlung außerhalb des Übungsgebietes. Die Granate detonierte über 3000 m vom eigentlichen Ziel entfernt auf einer Straße und beschädigte mehrere Wohnhäuser und Fahrzeuge. Der Geschützführer der Panzerhaubitze hatte statt des automatischen den manuellen Modus im Navigationssystem eingestellt, wodurch nach einem Stellungswechsel das Feuerleitsystem falsche Daten erhalten hatte.
Am 7. Oktober 2009 kam es während einer Artillerieübung zu einem tödlichen Zwischenfall mit einer Panzerhaubitze M109. Eine Granate war nach Einführen in den Laderaum aufgrund eines defekten Zünders vorzeitig explodiert, noch bevor der Ladekanonier die Treibladung einschieben konnte. Der Richtkanonier wurde von Granatenteilen getroffen und getötet, der Ladekanonier wurde schwer verletzt.
Am 5. Juli 2012 ertrank der Fahrer eines Schützenpanzers vom Typ Saurer während einer Ausbildungsfahrt, nachdem der Panzer in eine mit Schlamm und Wasser gefüllte, von Pflanzenwuchs bedeckte Bodenvertiefung einbrach. Ein weiterer Soldat wurde verletzt.
Am 16. Oktober 2023 kam ein Berufsunteroffizier bei einem schweren Unfall mit einem Leopard 2-Panzer ums Leben. Das Kettenfahrzeug des Panzerbataillons 14 aus Wels stürzte im Bereich der Seebrücke (auch: Panzerbrücke) über eine Böschung. Die drei weiteren Mitglieder der Panzerbesatzung, darunter ein weiterer Berufsunteroffizier und zwei Grundwehrdiener, wurden unterschiedlichen Grades verletzt.

## Natur auf dem Truppenübungsplatz Allentsteig
Der Truppenübungsplatz Allentsteig ist Important Bird Area und wichtiges Rückzugsgebiet für viele seltene Vogelarten Österreichs. Auf dem Platz brüten hauptsächlich Arten offener und strukturierter Landschaften. Die Sperbergrasmücke brütet mit einem stabilen Bestand in dornbuschreichen Offenlandbereichen. Weitere Offenlandarten mit stabilen Beständen sind Wendehals, Karmingimpel, Schwarzkehlchen, Braunkehlchen und Feldschwirl. Auf den offen gehaltenen Brandschutzschneisen brütet die Heidelerche. Mindestens die Hälfte der Wachtelkönige Österreichs lebt hier. Auf Grund der Witterungsbedingungen schwankt der Bestand rufender Männchen von 2000 bis 2018 zwischen 50 und 146 Rufern, wobei aber Teile des Platzes wegen Kampfmittelbelastung nicht kontrolliert werden können. In trockenen Jahren sind viel weniger Wachtelkönige anzutreffen.
Seit 2004 brüten Seeadler im Gebiet und nutzen die vorhandenen Teiche. Im Winter sind bis zu zehn Seeadler auf dem Platz. Die Seeadler fressen an den Aufbrüchen des bei Jagden geschossenen Wildes und seit 2015 an Resten von Wolfsrissen. Auf dem Durchzug kommen auch Arten wie Wiesenweihe, Rohrweihe, Schreiadler, Schelladler, Schlangenadler, Steinadler, Kaiseradler und Zwergadler vor. Kornweihen sind Wintergäste.
In den letzten Jahren kommt es auch auf dem Truppenübungsplatz Allentsteig zu Rückgängen vieler Arten, da die Nutzung des Platzes geändert wurde und Arten großräumig zurückgehen. Seit Mitte der 1990er Jahre kam es zur Auflassung von landwirtschaftlichen Flächen im Zentralbereich. Von 2006 bis 2012 wurden die Sicherheitsbestimmungen so geändert, dass im Großteil des Platzes keine Bodenbearbeitungen mehr stattfinden dürfen. In vielen brachgefallenen Bereichen breitet sich die Goldrute flächendeckend aus. Andere Bereiche wurden zu einheitlichen verbuschenden Brachen. Wegen Borkenkäferbefall der Fichtenbestände auf dem Gelände finden ganzjährig Forstarbeiten statt und stören empfindliche Waldarten. Zu den Arten, die sich wegen der Veränderungen auf dem Platz im Rückgang befinden, gehören Neuntöter, Bekassine, Kiebitz, Sperlingskauz und Raufußkauz. Ausgestorben sind inzwischen Birkhuhn, Raubwürger  (2003 noch 23 Brutpaare) und Schwarzstorch.